# ناحیه ۳، شهرستان هارپر، کانزاس
ناحیه ۳، شهرستان هارپر، کانزاس (به انگلیسی: Township 3) یک منطقهٔ مسکونی در ایالات متحده آمریکا است که در شهرستان هارپر، کانزاس واقع شده‌است. ناحیه ۳ ۳۸۴٫۳۷ کیلومتر مربع مساحت و ۳۹۴ نفر جمعیت دارد و ۴۱۲ متر بالاتر از سطح دریا واقع شده‌است.